# لطائف الظرائف
لطائف الظرائف أو لطائف وظرائف هو كتاب فارسي في القصص والحكايات الظريفة للمولى فخر الدين الصفي علي بن الحسين بن علي الكاشفي البيهقي معاصر شاه طهماسب ألفها في غرجستان باسم شاه محمد بن السلطان محمد نصير الدولة ملك غرجستان. حكى عن الرياض أنه قال: عندنا نسخته وينقل عنه القاضي في المجالس بعنوان لطائف الطوائف والظاهر أنه غلط النسخة والصحيح الظرائف.